# Вулиця Професора Підвисоцького
Вулиця Профе́сора Підвисо́цького — вулиця в Печерському районі міста Києва, місцевість Звіринець. Пролягає від бульвару Миколи Міхновського до тупика (поблизу Бастіонної вулиці). 
Прилучаються вулиця Миколи Костомарова, проїзд без назви до Німанської вулиці, вулиці Андрія Верхогляда, Михайла Бойчука, Катерини Білокур і Вільшанська.

## Історія
Вулиця виникла в середині XX століття під назвою Нова. Сучасна назва на честь науковця Володимира Підвисоцького — з 1958 року. 

## Установи та заклади
- Міська клінічна лікарня №12 (буд. № 4-А)
- Дитяча клінічна лікарня №7 Печерського району м. Києва (буд. № 4-Б)
- Дитяча поліклініка №1 (буд. № 4-Б)
- Комунальне некомерційне підприємство «Консультативно-діагностичний центр» Печерського району (буд. № 13)